# Firmino Paim de Souza
Firmino Paim de Souza (Vacaria (?), c. 1848 — ?, c. 1930) foi um político e pecuarista brasileiro.
Sua vida é pobremente documentada. Na década de 1870 era criador de gado em Vacaria, e em 1889 participou da fundação do núcleo republicano local. No início do século XX já estava radicado em Caxias do Sul e havia obtido a patente de tenente-coronel da Guarda Nacional. Nesta cidade ganhou projeção como vice-intendente na gestão de Alfredo Soares de Abreu, sendo nomeado em 23 de fevereiro de 1903, assumindo a Intendência após a licenciamento do titular em 5 de janeiro de 1904, e permanecendo no exercício até 13 de outubro, quando entregou o cargo ao sucessor eleito Serafim Terra. Terra convidou-o a ocupar a vice-intendência, onde permaneceu até 1905, quando foi substituído por Vicente Rovea.
De seus casamentos com Francisca Marques da Silva e Francisca Acauan nasceram os filhos Luiza, Firmino Filho, que foi general e secretário de Estado da Fazenda, Elisário, tenente-coronel e intendente de São Francisco de Paula, e Diógenes. Faleceu depois de 8 de agosto de 1928 e antes de 8 de novembro de 1933.